# 泰拉 (人造衛星)
泰拉 (Terra，EOS AM-1 ) 是一颗由美国国家航空航天局負責發射的科学研究人造衛星，它位于地球周围的太阳同步轨道上，它同时負責監測地球的大气、陆地和水。 泰拉这个名字来自於地球的拉丁语詞彙（Terra）。

## 发射
该卫星于1999年12月18日從范登堡空军基地发射 ，發射時的火箭為擎天神2號運載火箭。衛星于2000年2月24日開始收集數據。

## 外部鏈接
- NASA Terra site （页面存档备份，存于）

1. ↑  . nasa.gov.   [2011-01-07]. （原始内容存档于2011-01-07）.